# Цыганков, Никифор Фомич
Ники́фор Фоми́ч Цыганко́в (белор. Нічыпар Фаміч Цыганкоў; 1 июня 1905, Кульшичи, Могилёвская губерния, Российская империя — 25 апреля 1945, Померания) — советский военачальник, полковник (1942).

## Биография
Родился 1 июня 1905 года в селе Кульшичи, ныне деревня в Васьковичском сельсовете Славгородского района Могилёвской области Белоруссии. Белорус.

## Военная служба
В октябре 1927 года был призван в РККА в городе Чаусы и зачислен в 97-й стрелковый полк 33-й стрелковой дивизии БВО. В октябре 1928 года окончил полковую школу и проходил службу в том же полку командиром отделения, помощником командира взвода, старшиной роты.
В марте 1932 года направлен на учёбу в Белорусскую объединённую военную школу им. ЦИК БССР в городе Минск. После её окончания в январе 1933 года назначен в 143-й стрелковый полк 48-й стрелковой дивизии (г. Калинин), где проходил службу командиром стрелкового взвода и взвода дивизионной школы. С мая 1934 года командовал взводом полковой школы 142-го стрелкового полка. Через месяц переведен в 144-й стрелковый полк этой же 48-й стрелковой дивизии, который дислоцировался сначала в городе Вышний Волочек, затем с июня 1938 года — в городе Остров. В этом полку проходил службу в должностях командира стрелкового взвода и взвода полковой школы, стрелковой и учебной рот, начальника полковой школы.
В мае 1939 года капитан Цыганков был назначен помощником командира по строевой части 242-го стрелкового полка 104-й стрелковой дивизии ЛВО. С ноября 1939 года и. д. коменданта штаба Мурманской армейской группы войск (с декабря — 14-я армия). Приказом по армии от 28.1.1940 Цыганков был назначен начальником штаба 242-го стрелкового полка 104-й стрелковой дивизии. Участвовал в боях с белофиннами на мурманском направлении. С июня 1940 года и. д. заместителя командира, а с декабря — командира этого же 242-го стрелкового полка. Член ВКП(б) с 1941 года.

### Великая Отечественная война
В начале войны в той же должности. Полк в составе той же дивизии 42-го стрелкового корпуса 14-й армии Северного, а с 23 августа 1941 года — Карельского фронтов вел бои на кестеньгском направлении. В бою 4 августа 1941 года командир полка капитан Цыгангов был ранен в руку, после лечения с 18 августа вновь вступил в командование полком. С сентября он в составе дивизии вел боевые действия на кандалакшском направлении, находясь в подчинении Кандалакшской оперативной группы войск Карельского фронта. В апреле 1942 года дивизия вошла в состав сформированной на базе этой группы войск 19-й армии.
В июле 1943 года полковник Цыганков был командирован на учёбу в Высшую военную академию им. К. Е. Ворошилова, после окончания её 4-месячных курсов в декабре направлен на Карельский фронт на должность командира бригады. После прибытия он был назначен командиром 80-й морской стрелковой бригады, входившей в состав 32-й армии.
С 27 февраля 1944 года назначен и. о. командира 313-й стрелковой дивизии этой армии (утвержден приказом НКО от 26.7.1944 г.). Части дивизии под его командованием вели оборонительные бои на медвежьегорском направлении. С июня 1944 года дивизия успешно действовала в Свирско-Петрозаводской наступательной операции, участвовала в освобождении городов Медвежьегорск, Кондопога, Суоярви, Петрозаводск. За успешное выполнение заданий командования в боях при освобождении города Петрозаводск ей было присвоено наименование «Петрозаводская». С августа части дивизии занимали оборону по государственной границе СССР с Финляндией. В ноябре 1944 года дивизия была выведена в резерв Ставки ВГК. С февраля 1945 года она в составе 132-го стрелкового корпуса 19-й армии 2-го Белорусского фронта участвовала в Восточно-Померанской наступательной операции. Приказом по войскам армии от 2 марта 1945 года за потерю управления войсками он был отстранен от должности с преданием суду военного трибунала. В том же месяце он был назначен заместителем командира 38-й гвардейской стрелковой дивизии, входившей в состав 96-го стрелкового корпуса 70-й армии этого же фронта.
В ходе Берлинской наступательной операции при форсировании реки Вест-Одер полковник Цыганков погиб. Похоронен вблизи города Грайфенхаген, ныне город Грыфино, Западно-Поморское воеводство, Польша. Посмертно награждён орденом Отечественной войны I степени.

## Награды
- орден Красного Знамени (16.12.1941)[6]
- орден Кутузова II степени (12.07.1944)[7]
- орден Отечественной войны I степени (14.06.1945)[5]
- орден Красной Звезды (03.11.1944)[8]

Приказы (благодарности) Верховного Главнокомандующего в которых отмечен Н. Ф. Цыганков
- За высадку морского десанта на западном побережье Онежского озера и освобождение от немецко-финских захватчиков столицы Карело-Финской республики — города Петрозаводск, а также захват города и железнодорожной станции Кондопога. 29 июня 1944 года. № 124.